# Saison 4 de Torchwood
Chronologie
Saison 3
Torchwood : Le Jour du Miracle (Torchwood: Miracle Day - anciennement appelé Torchwood: The New World) est la quatrième saison de la série britannique Torchwood composée de dix épisodes.
Cette quatrième saison de Torchwood est une coproduction américano-britannique, puisque la BBC One s'est s'associée avec la chaine de télévision américaine Starz.
Comme dans la série Doctor Who, des questions politiques sont évoquées, avec notamment de nombreuses références au nazisme. Les questions économiques sont aussi abordées, en lien avec la crise économique commencée à la fin de 2008.

## Synopsis
Un jour, un miracle arrive : plus personne ne meurt ; plus personne ne peut mourir. Dans le monde entier, les gens continuent à se blesser, mais ils ne meurent plus. Ils peuvent cependant ressentir la douleur. Sauf le Capitaine Jack Harkness qui est devenu mortel.
La série explore les conséquences de ce nouvel ordre des choses.
L'un des premiers bénéficiaires est le condamné à mort Oswald Danes, qui reçoit une injection létale… et ne meurt pas. La seule réponse à cette crise mondiale est l'Institut Torchwood. Cependant, après les événements de la saison 3 (Les Enfants de la Terre), l'Institut semble être détruit : en effet, il ne reste plus sur Terre qu'un seul survivant.

## Distribution de la saison
La quatrième saison de Torchwood voit le retour de John Barrowman dans le rôle du Capitaine Jack Harkness et évoque la nouvelle vie de Gwen Cooper (Eve Myles) et Rhys Williams (Kai Owen) devenus parents.

### Acteurs principaux
- John Barrowman : Capitaine Jack Harkness
- Eve Myles : Gwen Cooper
- Kai Owen : Rhys Williams
- Mekhi Phifer : Rex Matheson, agent de la CIA [3]
- Alexa Havins : Esther Drummond, agent de la CIA[3]
- Bill Pullman : Oswald Danes

### Acteurs récurrents
- Arlene Tur : Dr Vera Juarez
- Lauren Ambrose : Jilly Kitzinger
- Dichen Lachman : Agent Lyn Peterfield
- Wayne Knight : Directeur de la CIA Brian Friedkin

## Production
- Producteurs exécutifs : Russell T Davies et Julie Gardner
- Coproducteur : Chris Chibnall
- Producteur : Richard Stokes

## Épisodes
| no | Titre original         | Titre français    | Scénariste(s)                    | Réalisateur           | Diffusion aux États-Unis et au Royaume-Uni               | Production |
| -- | ---------------------- | ----------------- | -------------------------------- | --------------------- | -------------------------------------------------------- | ---------- |
| 1  | The New World          | Un nouveau monde  | Russell T Davies                 | Bharat Nalluri        | 8 juillet 2011 sur Starz 14 juillet 2011 sur BBC One     | 4.1        |
| 2  | Rendition              | Le Transfert      | Doris Egan                       | Bill Gierhart         | 15 juillet 2011 sur Starz 21 juillet 2011 sur BBC One    | 4.2        |
| 3  | Dead of Night          | PhiCorp           | Jane Espenson                    | Billy Gierhart        | 22 juillet 2011 sur Starz 28 juillet 2011 sur BBC One    | 4.3        |
| 4  | Escape to L.A.         | Mort, c'est mort  | Jim Gray et John Shiban          | Billy Gierhart        | 29 juillet 2011 sur Starz 4 août 2011 sur BBC One        | 4.4        |
| 5  | The Categories of Life | Les Modules       | Jane Espenson                    | Guy Ferland           | 5 août 2011 sur Starz 11 août 2011 sur BBC One           | 4.5        |
| 6  | The Middle Men         | Les Témoins       | John Shiban                      | Guy Ferland           | 12 août 2011 sur Starz 18 août 2011 sur BBC One          | 4.6        |
| 7  | Immortal Sins          | Péchés immortels  | Jane Espenson                    | Gwyneth Horder-Payton | 19 août 2011 sur Starz 25 août 2011 sur BBC One          | 4.7        |
| 8  | End of the Road        | Le Bout du tunnel | Jane Espenson & Ryan Scott       | Gwyneth Horder-Payton | 26 août 2011 sur Starz 1er septembre 2011 sur BBC One    | 4.8        |
| 9  | The Gathering          | Le Rendez-vous    | John Fay                         | Guy Ferland           | 2 septembre 2011 sur Starz 8 septembre 2011 sur BBC One  | 4.9        |
| 10 | The Blood Line         | La Fin du miracle | Russell T Davies & Jane Espenson | Billy Gierhart        | 9 septembre 2011 sur Starz 15 septembre 2011 sur BBC One | 4.10       |

### Épisode 1:Un nouveau monde
- États-Unis : 8 juillet 2011 sur Starz
- Royaume-Uni : 14 juillet 2011 sur BBC One
- France : 30 novembre 2011 sur NRJ 12[1],[4]
- Québec : 23 janvier 2012 sur Ztélé[5]

- États-Unis : 1,51 million de téléspectateurs (première diffusion)
- Royaume-Uni : 6,59 millions de téléspectateurs (première diffusion)

- Bill Pullman (Oswald Danes)
- Arlene Tur (Dr Vera Juarez)

### Épisode 2:Le Transfert
- États-Unis : 15 juillet 2011 sur Starz
- Royaume-Uni : 21 juillet 2011 sur BBC One
- France : 30 novembre 2011 sur NRJ 12[4]
- Québec : sur Ztélé

- États-Unis : 976 000 téléspectateurs (première diffusion)
- Royaume-Uni : 5,75 millions de téléspectateurs (première diffusion)

- Bill Pullman (Oswald Danes)
- Arlene Tur (Dr Vera Juarez)
- Lauren Ambrose (Jilly Kitzinger)
- Dichen Lachman (Agent Lyn Peterfield)
- Wayne Knight (Directeur CIA Brian Friedkin)

### Épisode 3:PhiCorp
- États-Unis : 22 juillet 2011 sur Starz
- Royaume-Uni : 28 juillet 2011 sur BBC One
- France : 30 novembre 2011 sur NRJ 12[4]

- États-Unis : 1,02 million de téléspectateurs (première diffusion)
- Royaume-Uni : 5,49 millions de téléspectateurs (première diffusion)

- Bill Pullman (Oswald Danes)
- Arlene Tur (Dr Vera Juarez)
- Lauren Ambrose (Jilly Kitzinger)
- Wayne Knight (Directeur CIA Brian Friedkin)

### Épisode 4:Mort, c'est mort
- États-Unis : 29 juillet 2011 sur Starz
- Royaume-Uni : 4 août 2011 sur BBC One
- France : 7 décembre 2011 sur NRJ 12[4]

- États-Unis : 940 000 téléspectateurs (première diffusion)
- Royaume-Uni : 5,19 millions de téléspectateurs (première diffusion)

- Bill Pullman (Oswald Danes)
- Arlene Tur (Dr Vera Juarez)
- Lauren Ambrose (Jilly Kitzinger)

En rendant visite à sa sœur, Esther est repérée par un homme dans une voiture noire, l'icône du triangle apparaît sur le GPS et il annonce qu'Esther Drummonds a été localisée. Une voix lui ordonne de la suivre pour les mener à Torchwood.

### Épisode 5:Les Modules
- États-Unis : 5 août 2011 sur Starz
- Royaume-Uni : 11 août 2011 sur BBC One
- France : 7 décembre 2011 sur NRJ 12[4]

- États-Unis : 1,02 million de téléspectateurs (première diffusion)
- Royaume-Uni : 5,17 millions de téléspectateurs (première diffusion)

- Bill Pullman (Oswald Danes)
- Arlene Tur (Dr Vera Juarez)
- Lauren Ambrose (Jilly Kitzinger)
- Marc Vann (Colin Maloney)

### Épisode 6:Les Témoins
- États-Unis : 12 août 2011 sur Starz
- Royaume-Uni : 18 août 2011 sur BBC One
- France : 7 décembre 2011 sur NRJ 12[4]

- États-Unis : 880 000 téléspectateurs (première diffusion)
- Royaume-Uni : 4,6 millions de téléspectateurs (première diffusion)

- Marc Vann (Colin Maloney)
- Ernie Hudson (Stuart Owens)

### Épisode 7:Péchés immortels
- États-Unis : 19 août 2011 sur Starz
- Royaume-Uni : 25 août 2011 sur BBC One
- France : 14 décembre 2011 sur NRJ 12[4]

- États-Unis : 920 000 téléspectateurs (première diffusion)
- Royaume-Uni : 4,48 millions de téléspectateurs (première diffusion)

- Daniele Favilli (Angelo Colasanto)
- Nana Visitor (Olivia Colasanto)

### Épisode 8:Le Bout du tunnel
- États-Unis : 26 août 2011 sur Starz
- Royaume-Uni : 1er septembre 2011 sur BBC One
- France : 14 décembre 2011 sur NRJ 12[4]

- États-Unis : 1,17 million de téléspectateurs (première diffusion)
- Royaume-Uni : 4,64 millions de téléspectateurs (première diffusion)

- Nana Visitor (Olivia Colasanto)
- Wayne Knight (Directeur CIA Brian Friedkin)
- Bill Pullman (Oswald Danes)
- Lauren Ambrose (Jilly Kitzinger)

### Épisode 9:Le Rendez-vous
- États-Unis : 2 septembre 2011 sur Starz
- Royaume-Uni : 8 septembre 2011 sur BBC One
- France : 14 décembre 2011 sur NRJ 12[4]

- États-Unis : 1,05 million de téléspectateurs (première diffusion)
- Royaume-Uni : 4,63 millions de téléspectateurs (première diffusion)

- Bill Pullman (Oswald Danes)
- Lauren Ambrose (Jilly Kitzinger)

### Épisode 10:La Fin du miracle
- États-Unis : 9 septembre 2011 sur Starz
- Royaume-Uni : 15 septembre 2011 sur BBC One
- France : 14 décembre 2011 sur NRJ 12[4]

- États-Unis : 950 000 téléspectateurs (première diffusion)
- Royaume-Uni : 5,13 millions de téléspectateurs (première diffusion)

- Bill Pullman (Oswald Danes)
- Lauren Ambrose (Jilly Kitzinger)
- Frances Fisher (mère des familles)
- John de Lancie (Shapiro)

## Continuité

### Continuité avec leWhoniverse
Il n'y a presque aucun lien avec Doctor Who dans cette saison. Les producteurs des deux séries ont décidé de partir sur de nouvelle bases et d'éviter de trop faire de crossover. Cependant, les vrais fans auront sans aucun doute entendu dans l'épisode PhiCorp la fameuse phrase : « C'est plus grand à l'intérieur qu'à l'extérieur » (phrase utilisée très souvent par les compagnons du Docteur pour décrire son TARDIS). Dans le 7e épisode de la saison, lors de flash-back datant de 1927, Jack fait mention du Docteur et de son habitude de voyager avec des compagnons. Une autre référence est faite à Doctor Who dans le tout dernier épisode de la saison. Jack fait référence à lui : « Le Docteur avait l'habitude de dire… »

## Commentaires
La saison composée de dix épisodes a été diffusée simultanément au Royaume-Uni et aux États-Unis, le premier épisode étant diffusé le 8 juillet 2011 sur BBC One / Starz.
Devant les craintes des fans ayant entendu parler d'un remake par la Fox, Russell T Davies a expliqué qu'il ne s'agissait ni d'un remake, ni d'un reboot mais de la suite de la série dans un autre pays.
Les scénaristes de cette saison sont Russell T Davies, John Shiban (X-Files : Aux frontières du réel, Breaking Bad), Doris Egan (Smallville, Dark Angel, Dr House, …) Jane Espenson (Buffy contre les vampires, Battlestar Galactica…) et John Fay (scénariste ayant coécrit la mini-série Les Enfants de la Terre).